# Many Happy Returns
«Muchos encuentros felices»  —título original en inglés: «Many Happy Returns» es el cuarto episodio de la segunda temporada de la serie de televisión estadounidense de ciencia ficción y drama Los 100. El episodio fue escrito por Kim Shumway y dirigido por P.J. Pesce. Fue estrenado el 12 de noviembre de 2014 en Estados Unidos por la cadena The CW.
Clarke se enfrenta a la traición. Mientras tanto, Bellamy, Finn, Murphy, Sterling y Monroe corren contra el tiempo para salvar a una sobreviviente del accidente del Arca, y Raven lucha por sobrellevar su parálisis.

## Argumento
Clarke, Finn, Raven y Bellamy luchan por rescatar a los cuarenta y siete chicos que continúan en Monte Weather antes de que sean drenados para tratar las enfermedades de los habitantes de la montaña. Abby, Kane y Jaha intentan mantener a su gente unida y encontrar más sobrevivientes del resto de las naves. Ambos grupos deben enfrentarse a los hombres de la montaña, quienes interfieren sus comunicaciones y los atacan con peligrosas y tóxicas armas; así como a los terrícolas, cuya líder clama venganza por la masacre de los habitantes de una tribu a manos de Finn y Clarke debe tomar una dolorosa decisión.

## Elenco
- Eliza Taylor como Clarke Griffin.
- Paige Turco como Abigail Griffin. (solo en créditos)
- Thomas McDonell como Finn Collins.
- Bob Morley como Bellamy Blake.
- Marie Avgeropoulos como Octavia Blake.
- Devon Bostick como Jasper Jordan. (solo en créditos)
- Lindsey Morgan como Raven Reyes.
- Ricky Whittle como Lincoln. (solo en créditos)
- Christopher Larkin como Monty Green. (solo en créditos)
- Isaiah Washington como Theloneus Jaha.
- Henry Ian Cusick como Marcus Kane. (solo en créditos)

## Recepción
En Estados Unidos, Many Happy Returns fue visto por 1.75 millones de espectadores, de acuerdo con Tv by the Numbers.

### Recepción crítica
Caroline Preece escribió para Den of Geek: "A veces, tener a los personajes en un espectáculo conjunto como Los 100 divididos y repartidos en múltiples ubicaciones puede ser una gran cosa, como los primeros episodios de la segunda temporada, pero en realidad solo si es temporal. Tarde o temprano, es bueno volver a reunir a todos y estar en la misma página, y Many Happy Returns comenzó ese proceso".
Carla Day calificó el episodio para TV Fanatic con una puntuación de 4.8/5 y agregó: "En Many Happy Returns nos presentaron a un nuevo entorno y personas a través de los ojos de Jaha.". "La segunda temporada de Los 100 se ha movido a un ritmo rápido que lo mantiene interesante, al tiempo que proporciona un crecimiento sustancial del personaje y profundiza el mundo en el que todos viven".